# Біловух лісовий
Біловух лісовий (Peltops blainvillii) — вид горобцеподібних птахів родини ланграйнових (Artamidae).

## Назва
Наукова назва виду вшановує французького зоолога Анрі Марі Бленвіля (1777—1850).

## Поширення
Ендемік Нової Гвінеї. Трапляється на значній частині острова (відсутній у центральних гірських районах та південніше річки Флай), а також на островах Вайгео, Салаваті та Місоол. Живе у низовинному дощовому лісі з наявністю галявин, або на узліссі.

## Опис
Невеликий птах, завдовжки до 20 см, вагою до 30 г. Це птах з масивною статурою, великою квадратною головою, загостреними крилами, довгим хвостом із злегка роздвоєним кінцем і міцним дзьобом, з вібрисами в основі, і верхньою щелепою із зігнутим донизу кінчиком. Основне забарвлення оперення синювато-чорне. Щоки білі. Також білими є поперечна смуга, що проходить уздовж потилиці та верхньої частини спини, та нижня сторона крил. Задня частина спини і черева червоного кольору. Дзьоб і ноги чорнуваті, а очі червонувато-карі.

## Спосіб життя
Трапляється парами або невеликими сімейними групами. Більшу частину дня сидить на дереві, підстерігаючи на здобич. Полює на летючих комах. Розмноження відбувається в кінці посушливого сезону. Невелике чашоподібне гніздо будує на гілках високих дерев.